# Dactylosaster cylindricus
Dactylosaster cylindricus är en sjöstjärneart som först beskrevs av Jean-Baptiste Lamarck 1816.  Dactylosaster cylindricus ingår i släktet Dactylosaster och familjen Ophidiasteridae.

## Underarter
Arten delas in i följande underarter:
- D. c. pacificus
- D. c. cylindricus